# Station Asamblea de Madrid-Entrevías
Station Asamblea de Madrid-Entrevías is een station van de Cercanías Madrid. Het is gelegen in de Madrileense wijk Entrevías.